# Carter Lake
Carter Lake è una città degli Stati Uniti d'America, situata nello Stato dell'Iowa, nella Contea di Pottawattamie.